# Josef Zwierzina
Josef Zwierzina, též Zwieřina (5. února 1775 Ronov nad Doubravou – 31. března 1858 Olomouc) byl český podnikatel, jeden z protagonistů měšťanského podnikání v uhelném průmyslu nejen na Ostravsku.

## Život
Narodil se 5. února 1775 v Ronově nad Doubravou nedaleko Kutné Hory v rodině obchodníka s mědí a huťmistra Johanna Zwierziny. Od otce se naučil základním znalostem z oblasti dolování rud a výroby železa a záhy si získal pověst odborníka. Na počátku 19. století vstoupil do služeb hraběnky Trautmannsdorfové, která se pokoušela obnovit dolování rud v okolí Jemnice na Českomoravské vrchovině. Poté si ho najala bruntálská komenda Řádu německých rytířů, kde se podílel na přestavbě hutí a hamrů v Ludvíkově – malé osadě pod Pradědem. Zde se mj. seznámil si s předním skotským hutníkem Johnem Baildonem a získal řadu cenných zkušeností. Na krátký čas přijal místo báňského inspektora u knížete Windischgrätze. V závěru napoleonských válek vstoupil jako dobrovolník do domobranecké legie knížete Schwarzenberga a zúčastnil se s ním polního tažení. Roku 1814, po skončení války, se rozhodl nevrátit se do Windischgrätzových služeb a začal samostatně podnikat. Ještě téhož roku mu byly propůjčeny železnorudné důlní míry v okolí Chvaletic. Vytěženou rudu zpracovával v hedvíkovské vysoké peci a v hamrech v lokalitě Pařížov nedaleko Třemošnice. Ale již roku 1817 prodal málo prosperující železárny svému bratrovi Václavovi a sám zde krátký čas setrval ve funkci technického ředitele. Po dalším finančním úpadku závodu se s omezenými finančními prostředky vypravil do Olomouce, kde vstoupil do služeb kapituly olomouckého arcibiskupství. Jen co nashromáždil potřebné prostředky, zapojil se znovu do podnikání, získal celou řadu železnorudných důlních měr na střední Moravě. V roce 1826 uvedl do provozu nové železárny v Mariánském Údolí u Olomouce. Přestože podnik prosperoval, musel se J. Zwierzina vypořádat s celou řadou problémů. Vedle překážek kladených rakouským byrokratickým aparátem vystupovala do popředí zejména otázka dřeva pro výrobu dřevěného uhlí. Jelikož nedisponoval vlastními zdroji kvalitního tvrdého dřeva potřebného k provozu uhelné huti, byl vydán na milost a nemilost majitelům lipnického dominia – knížecímu rodu Dietrichsteinů. To jej vedlo k tomu, že se začal zajímat o palivo nové – černé kamenné uhlí. Roku 1835 započal s tavbou surového železa na směsi dřevěného a kamenného uhlí, které nakupoval právě na Ostravsku. A odtud byl již krůček k rozhodnutí získat vlastní doly. V Polské (Slezské) Ostravě však narazil na silný odpor majitele zdejšího panství hraběte Stanislava Wilczka, který se podařilo prolomit jen díky intervenci kutnohorského c. k. distriktního horního soudu.
Josef Zwierzina zahájil v roce 1838 kutací práce v budoucím dobývacím poli v Polské (Slezské) Ostravě. J. Zwierzina využil volných míst v kutacích polích hr. Wilczka a hr. Salma. 4. prosince 1839 mu byly, na základě kladných výsledku kuteb, propůjčeny první dvě důlní míry. Značný počet kutacích děl, vyhloubených v zájmovém prostoru, které byly polohově rozptýleny se staly základem sporu mezi hr. Wilczkem a J. Zwierzinou. Spory se vedly dlouhou dobu a byly vyřešeny až za Johanna hr. Wilczka. 24. ledna 1848 byl spor vyřešen demarkační a deliminační smlouvou, ve které kromě vymezení hranic byla dohodnuta i vzájemná výměna důlních jam, propůjček a důlních práv.
V létech 1843 až 1844 obdržel rovněž důlní propůjčky v Porubě na Karvinsku.
I nadále byl J. Zwierzina vystaven silnému tlaku hraběte Wilczka, k němuž se záhy připojili i Rothschildové, kterým se podařilo prostřednictvím Zwierzinových věřitelů získat kontrolu nad celým jeho majetkem. Zwierzina se ve svém podnikání potýkal s problémy, vyplývající z omezených finančních prostředků – investic. Byl nucen odprodat nejen hutě v Mariánském údolí a rudné doly, ale ohrožen byl také důlní majetek na Ostravsku a v Karviné. V létech 1847 až 1853 musel předat do užívání, jako krytí své půjčky, slezskoostravská důlní díla Rothschildům, roku 1850 jim pak zcela odstoupit propůjčky v Porubě.
Tento nerovný boj, ve kterém na jedné straně figuruje nejsilnější bankovní skupina monarchie, na straně druhé pak společensky ještě ne zcela emancipovaný reprezentant sílícího měšťanstva, byl ukončen až ve druhé polovině 40. let 19. století. Jak je výše uvedeno, Rothschildové J. Zwierzinu zcela vytlačili z hutního podnikání a silně omezili také jeho investorské možnosti. Přesto se mu podařilo udržet nejen poměrně rozsáhlý majetek, ale zejména pozice mezi báňskými podnikateli na Ostravsku. Po jeho smrti 31. března 1858 byly v pozůstalosti nemovitosti v Olomouci a Moravské Ostravě, kamenouhelné doly v Polské (Slezské) Ostravě, pozemky na velkostatku Biskupice a další. Po jeho smrti převzalo jeho podíly sedm dědiců, kteří roku 1878 založili Zwierzinovo těžířstvo, jehož důlní aktivity, přestože náleželo k nejmenším v revíru, pokračovaly až do meziválečného období.
Jedním z jeho synů byl Eduard Zwierzina (1830–1894), majitel dolu v Moravské Ostravě a poslanec Moravského zemského sněmu, který spáchal sebevraždu v lese poblíž svého dolu. V politice byl aktivní i další z jeho synů Hermann Zwierzina (1825–1873), který v 60. letech rovněž zasedal na zemském sněmu a byl také starostou Moravské Ostravy.

### Hornická činnost na Ostravsku
Získáním prvních propůjček v roce 1838 J. Zwierzina zahájil kutací práce v Polské (Slezské) Ostravě. Tato činnost měla tři etapy. První etapa se vyznačovala hloubením kutacích jam za účelem získání důlních polí. Druhá mělkým dolováním a třetí hlubinným dobýváním. Jednotlivé etapy se do určité míry překrývaly.
První etapa hornické činnosti probíhala v létech 1838 až 1856. V roce 1839 byly hloubeny kutací jámy a většina jam byla hloubena na později předaném území, které po podpisu výše uvedené smlouvy se stalo definitívním důlním polem. Mezi nimi byly např. jámy Zwierzina č. II, Zwierzina č. III, Zwierzina č. VII, Jáma č. 6, Muzika, August atd., které se staly po udělení propůjček základem pro mělké doly a některé z nich sloužily i pro hlubinné dobývání. Další jámy spolu s důlními mírami získal od hr. Wilczka na podkladě demarkační smlouvy. Známým mělkým dolem byl důl na jámě Zwierzina č. III, která byl hluboký 52 m. Propůjčka důlní míry k této jámě byla původně udělena Johannu hr. Wilczkovi, ale ta byla spolu s jámou počátkem roku 1848 předána J. Zwierzinovi. Důl sloužil pro dobývání sloje Josefské, která byla otevřena překopem, vyraženým od této jámy. Činnost dolu byla ukončena před rokem 1864. Pozůstatkem po tomto dolu je název přilehlé Zwierzinovy hornické kolonie Na Třetím.
Další mělký důl na jámě č. II – sv. Aloisie, předal hr. Wilczek počátkem roku 1848 s důlním polem o 4 důlních mírách (18 ha). Jáma byla založena asi v roce 1843, měla hloubku 55 m. V roce 1864 byl důl mimo provoz.
Provozovaným dolem byl důl na jámě č. 6. Žádost o udělení kutacího oprávnění byla podána 13. 12. 1838. Důlní míra byla udělena 4. 12. 1839. Jáma č. 6 byla hluboká 43,8 m, byla využívána i jako větrní pro důl Zwierzina č. II, a to pro dobývání sloje Korunní princ v létech 1878 až 1881.
Ve třetí etapě Zwierznovy hornické činnosti byla provozována trojice hlubinných dolů: důl č. II, důl č VII a Františka. U těchto dolů byly některé funkce jam společné jako např. odvodňování a větrání. Rovněž těžbu doly vykazovaly společně. Rozloha Zwierzinových dolů od roku 1898 byla 53 ha a zůstala nezměněna až do roku 1933.
| Rok  | roční těžba [t] |
| ---- | --------------- |
| 1858 | 44 219          |
| 1893 | 101 727         |
| 1916 | 94 115          |
| 1927 | 88 000          |

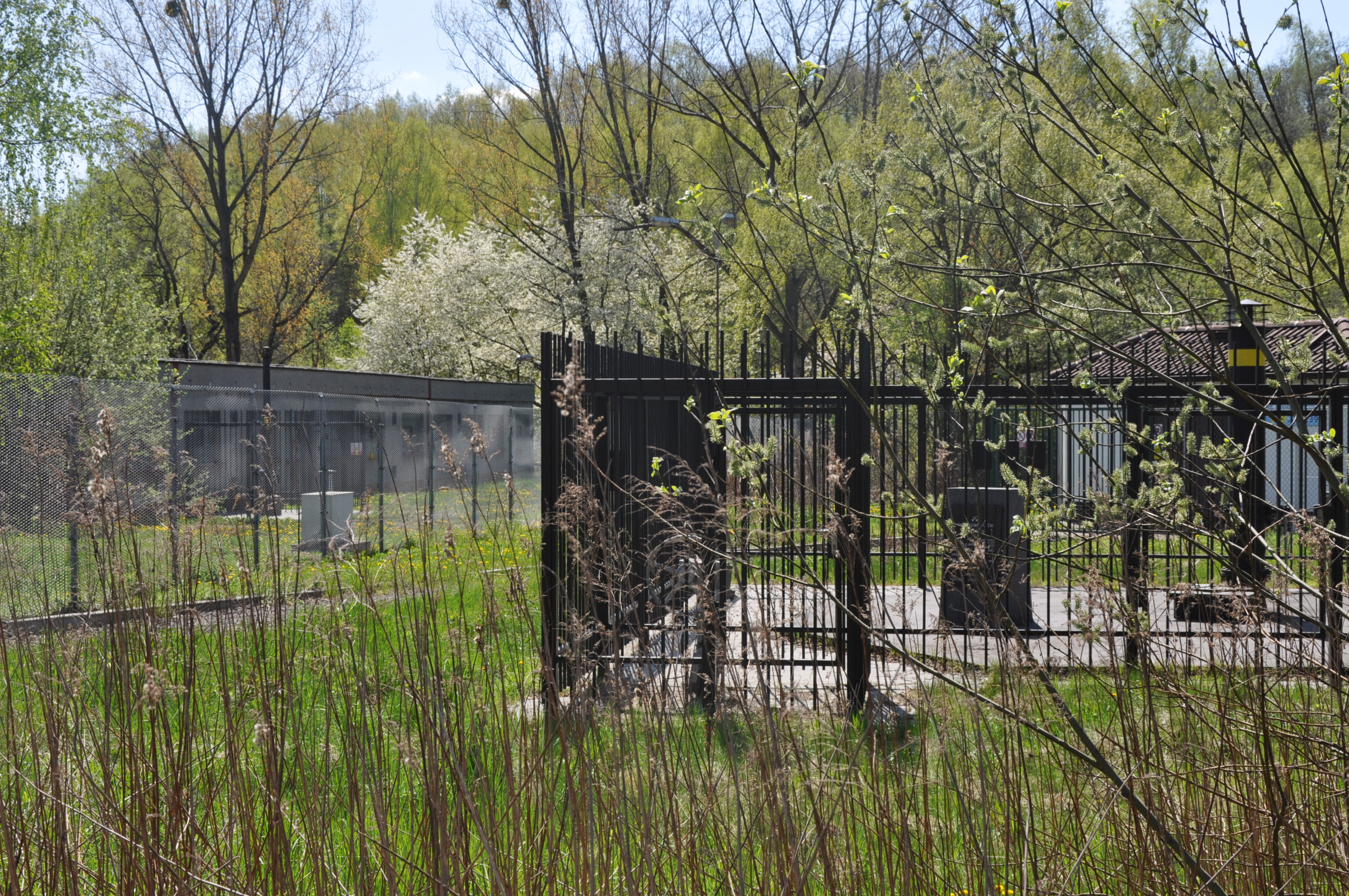
V levé části se nacházela kutací jáma Zwierzina 6, vpravo Důl Lučina (Vizina).

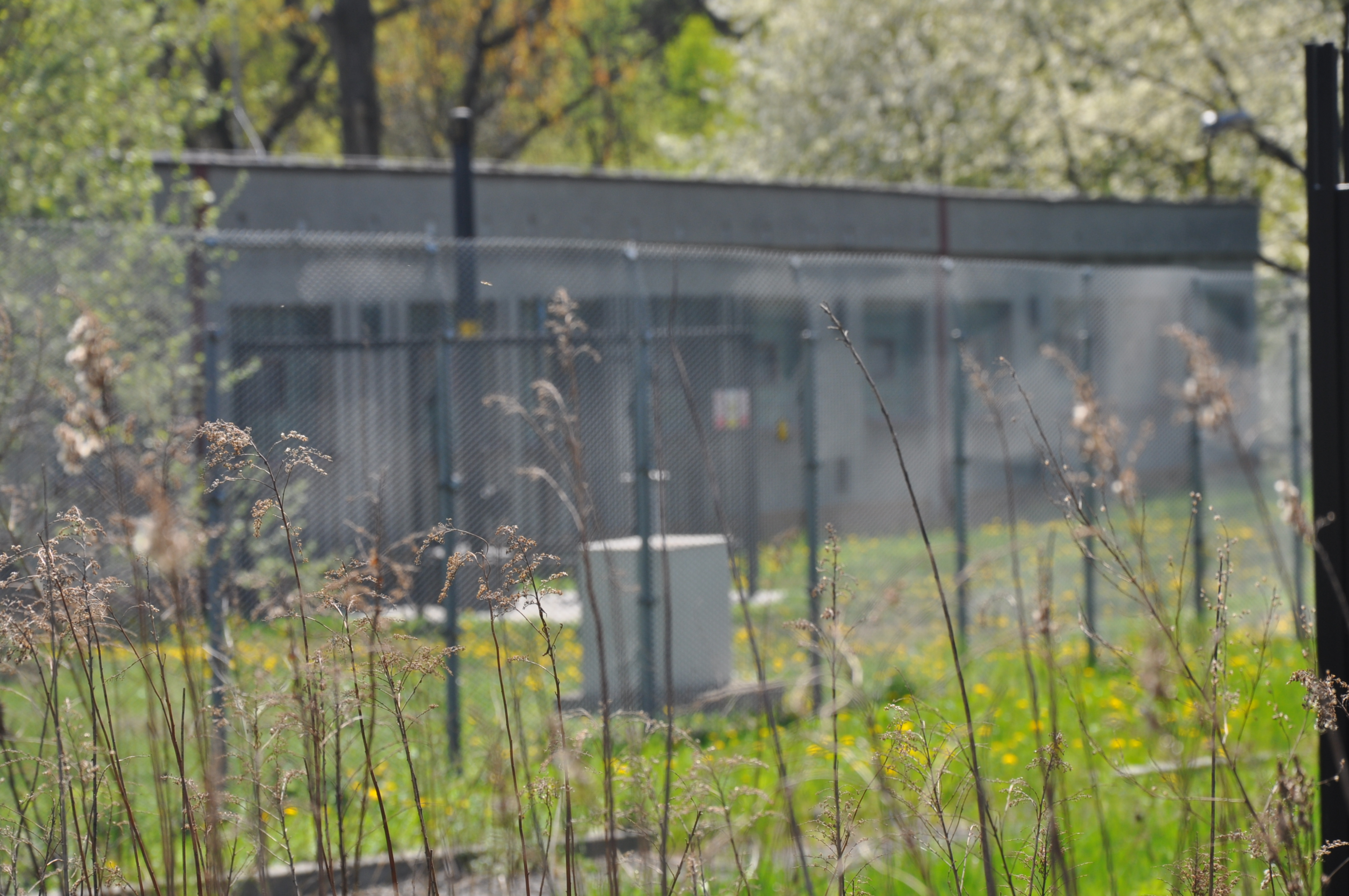
Kutací jáma Zwierzina č. 6

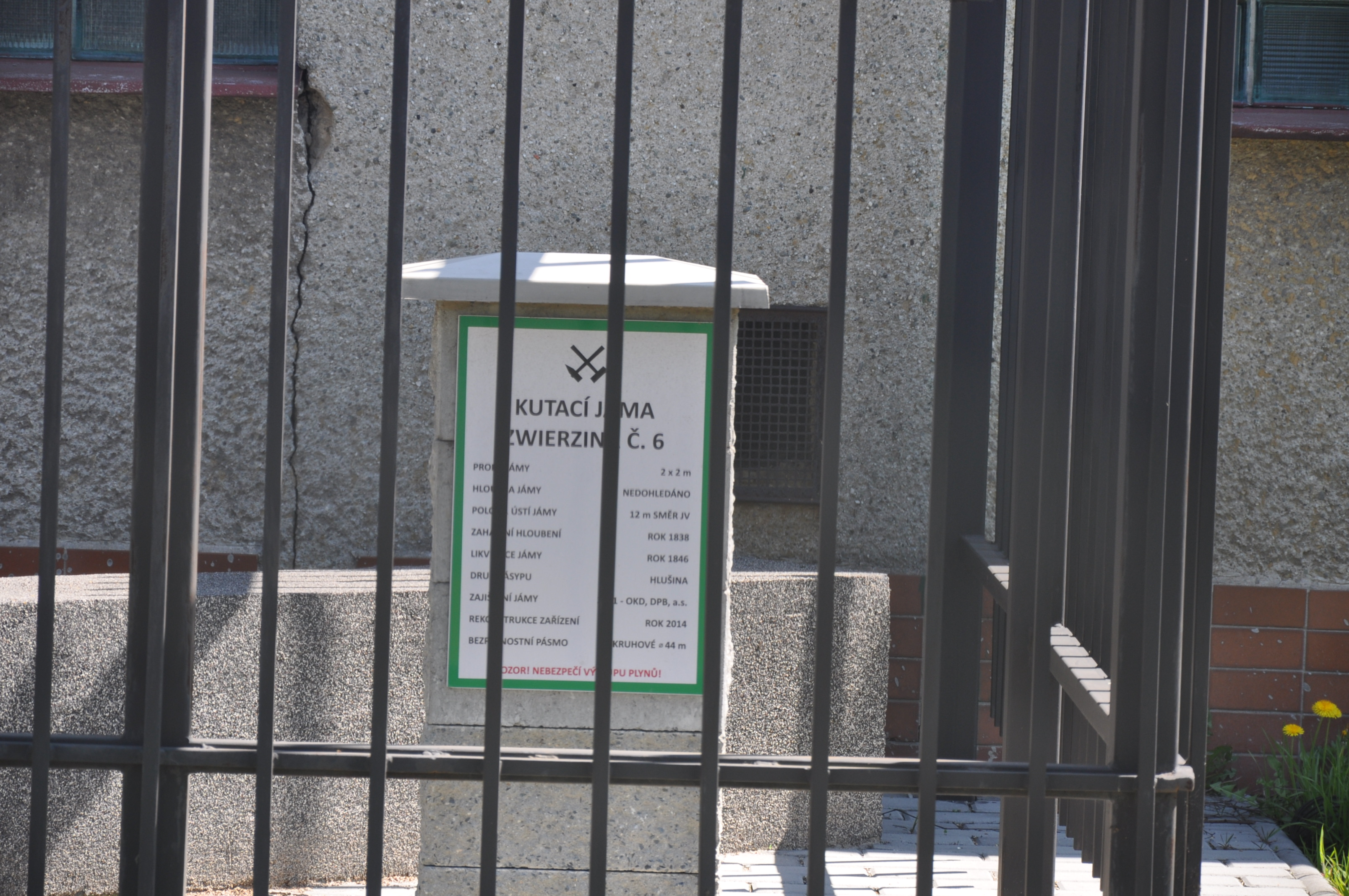
Informační deska kutací jámy Zwierzina č. 6

Vlečkové napojení Zwierzinových dolů na železnici Báňské dráhy bylo povoleno v roce 1861.

### Údaje o Zwierzinových dolech
| Název                | Druh jámy           | Založení  | Hloubka jámy v [m] | Těžba     | Likvidace | Lokalita        | Poznámka                  |  |
| -------------------- | ------------------- | --------- | ------------------ | --------- | --------- | --------------- | ------------------------- |  |
| Zwierzina I – Nová   | kutací              | 1842      | 80                 |           |           | Poruba (Orlová) | 1850 předáno Rothschildům |  |
| Zwierzina I – Stará  | kutací, nálezná     | 1842      | 74                 |           |           | Poruba (Orlová) | 1850 předáno Rothschildům |  |
| Zwierzina II – Nová  | kutací              | 1842      | 175                |           |           | Poruba (Orlová) | 1850 předáno Rothschildům |  |
| Zwierzina II – Stará | kutací              | 1842      |                    |           |           | Poruba (Orlová) | 1850 předáno Rothschildům |  |
| Zwierzina IV         | kutací, nálezná     | 1842      | 73,5               |           |           | Poruba (Orlová) | 1850 předáno Rothschildům |  |
| Zwierzina III        | kutací              | 1842      |                    |           | 19. st.   | Petřvald        | 1850 předáno Rothschildům |  |
| Aloisie              | kutací, víceúčelová | 1843      | 55                 |           | 1964      | Polská Ostrava  |                           |  |
| August               | kutací              | 19. st.   | 38                 |           | 19. st.   | Polská Ostrava  |                           |  |
| Františka            | těžní               | 1854      | 399                | 1858–1933 | 1933      | Polská Ostrava  |                           |  |
| Jáma 6               | kutací, víceúčelová | 1838      | 44                 |           | 1882      | Polská Ostrava  |                           |  |
| Muzika               | kutací, víceúčelová | 1848      | 65                 |           | 1882      | Polská Ostrava  |                           |  |
| Zwierzina            | kutací              | před 1838 | délka štoly 97     |           | 19. st.   | Polská Ostrava  |                           |  |
| Zwierzina (N1)       | kutací              | 1838      |                    |           | 19. st.   | Polská Ostrava  |                           |  |
| Zwierzina (N2)       | kutací              | 1838      |                    |           | 19. st.   | Polská Ostrava  |                           |  |
| Zwierzina 1          | kutací              | 1838      |                    |           | 19. st.   | Polská Ostrava  |                           |  |
| Zwierzina 3          | kutací              | 1838      |                    |           | 19. st.   | Polská Ostrava  |                           |  |
| Zwierzina 4          | kutací              | 1838      |                    |           | 19. st.   | Polská Ostrava  |                           |  |
| Zwierzina 5          | kutací              | 1838      |                    |           | 19. st.   | Polská Ostrava  |                           |  |
| Zwierzina 6          | kutací              | 1838      |                    |           | 19. st.   | Polská Ostrava  |                           |  |
| Zwierzina č. II      | kutací, pak těžní   | 1847      | 467                | 1858–1933 | 1891      | Polská Ostrava  |                           |  |
| Zwierzina č. III     | kutací, víceúčelová | 1846      | 52                 |           | 19. st.   | Polská Ostrava  |                           |  |
| Zwierzina č. VII     | kutací, víceúčelová | 1839      | 127                | 1858–1900 | 19. st.   | Polská Ostrava  |                           |  |